# Fischfresser
Als Fischfresser oder piscivore Tiere (lat. pisces: Fische, vorare: verschlingen, gierig fressen) bezeichnet man jagende Tiere, die sich vorwiegend oder ausschließlich von Fischen ernähren. Zu dieser Gruppe zählen viele Raubfische, manche Vögel und verschiedene Raubtiere wie die meisten Robben oder Otter.
Die Umstellung auf rein piscivore Ernährungsweise erfolgt bei Fischen häufig erst im Laufe oder nach Abschluss der Jugendentwicklung (z. B. Flussbarsch), bei piscivoren Vögeln gleich nach dem Schlupf durch die Altvögel.

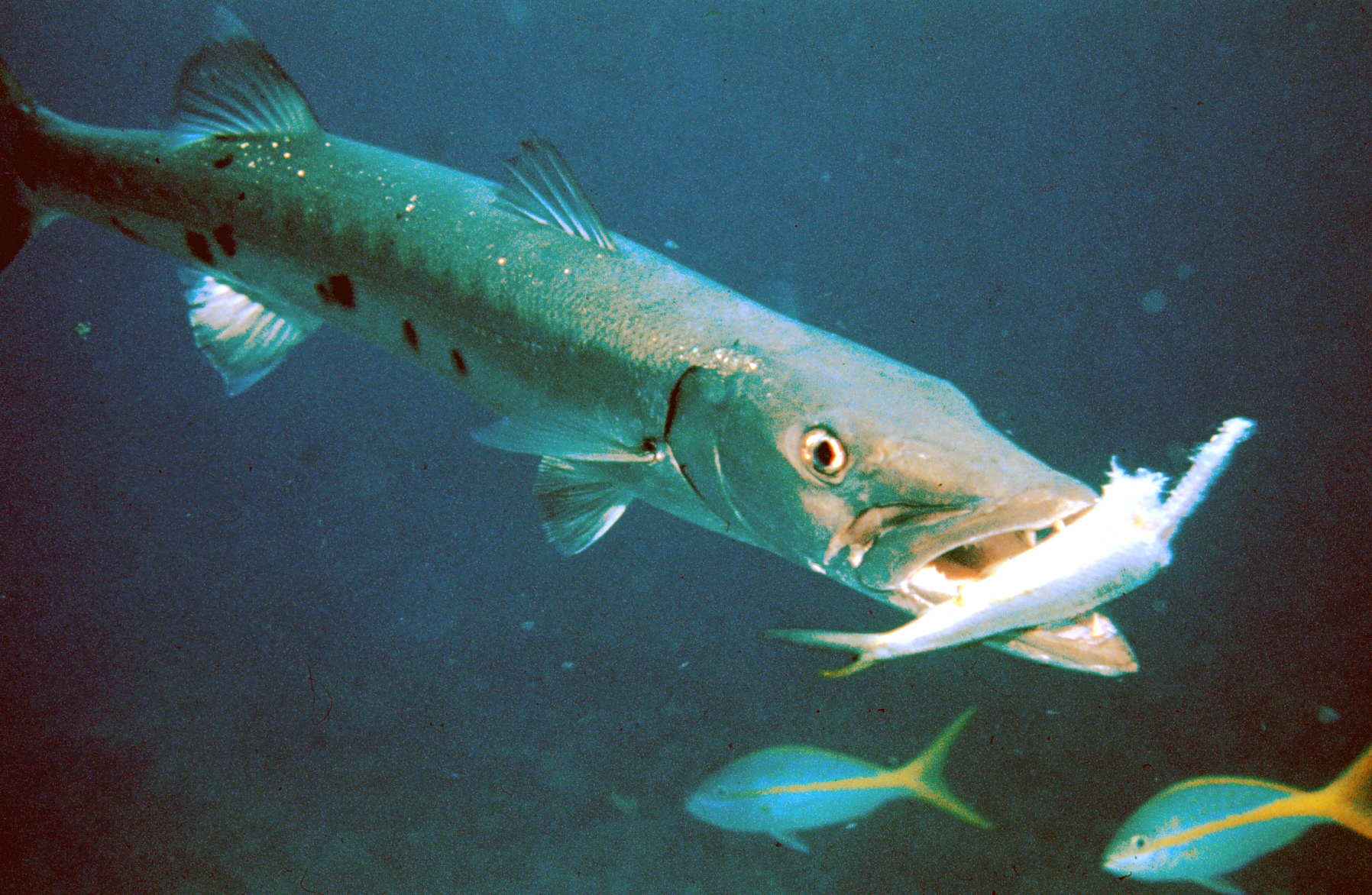
Barracuda mit Beutefisch
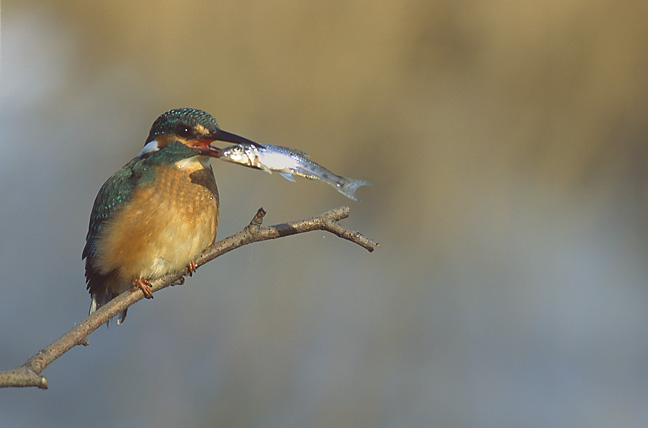
Eisvogel mit Gründling
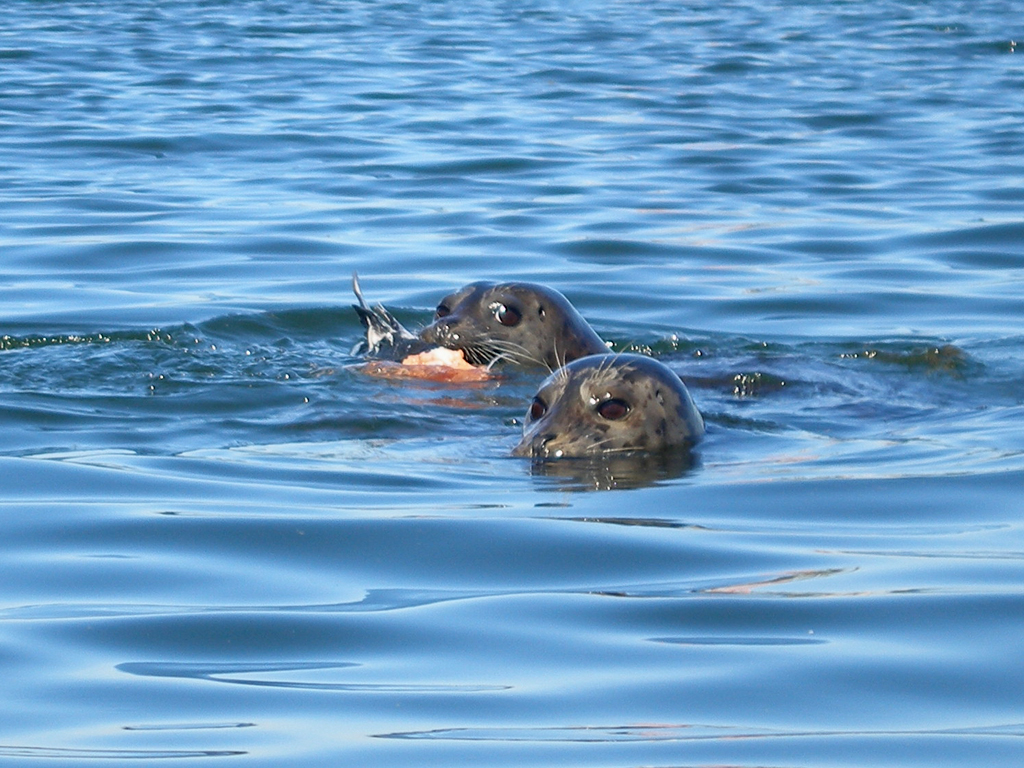
Seehunde mit einem erbeuteten Lachs
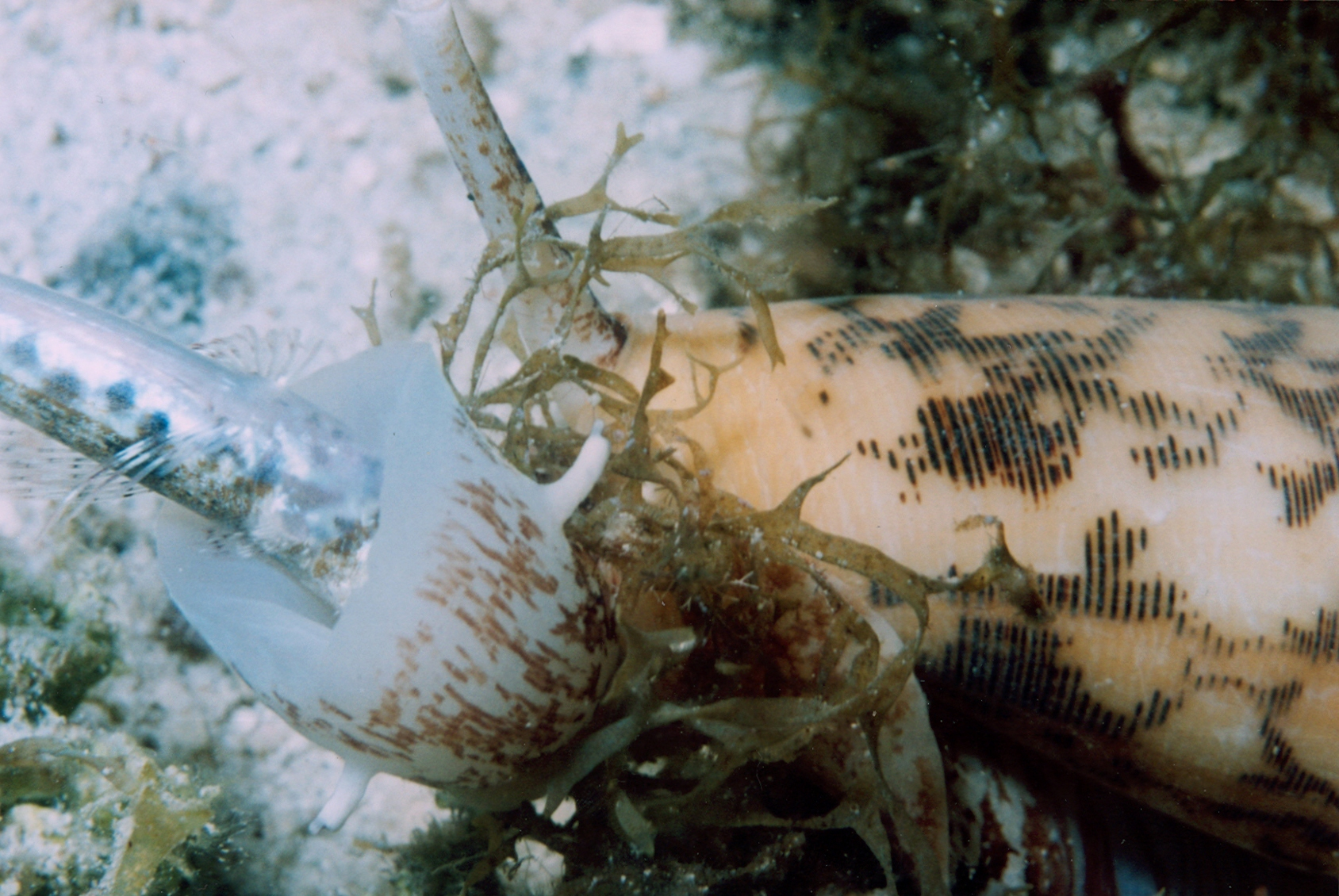
Streifen-Kegelschnecke mit erbeutetem Fisch
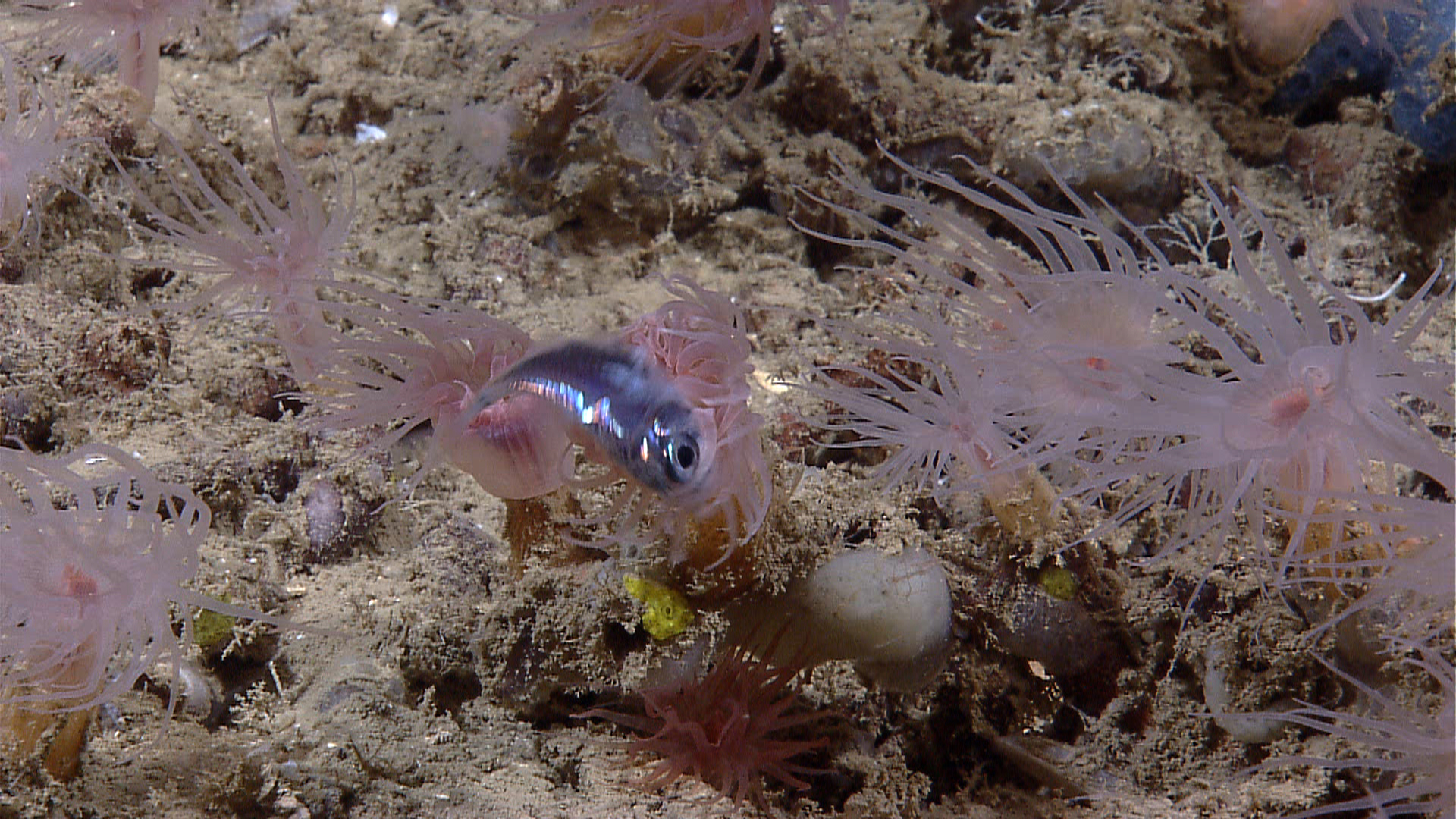
Seeanemone frisst einen Fisch